# Palau Sator
Palau Sator o Palau-Sator (oficialmente y en catalán Palau-sator) es un municipio español de la provincia de Gerona, Cataluña, ubicado en la comarca del Bajo Ampurdán.

## Situación

Situación de Palau Sator en la comarca del Bajo Ampurdán.

Situado en el centro de la plana ampurdanesa, tiene como telón de fondo la sierra de las Gavarres, poblada de pinares.

## Entidades de población
- Palau Sator
- Fontclara
- Sant Feliu de Boada
- San Julián de Boada

## Historia
El municipio de Palau Sator, según demuestran los descubrimientos arqueológicos de sus alrededores, es de origen romano. Fue nombrado como Palatii Murorum, según consta en un documento del año 878. El castillo perteneció al secretario de Pedro el Ceremonioso, Bernat Miquel y sus descendientes, desde el año 1380 hasta finales del 1600. Conserva un ambiente medieval en sus calles, con restos de murallas y una torre (llamada de las horas por tener en lo alto de su fachada un reloj), que sobresale por encima del resto de sus edificaciones y es obligado su paso para entrar a la población.

## Demografía
Palau Sator cuenta con una población de 300 habitantes (INE 2024).
| Gráfica de evolución demográfica de Palau Sator entre 1842 y 2021                                                   |
| |
| Población de derecho según los censos de población del INE Población de hecho según los censos de población del INE |

## Símbolos
- El escudo de Palau-sator actual se define por el siguiente blasón:

Escudo embaldosado: de gules, un palacio donjonado de oro abierto, acompañado al jefe de un buey de oro y acostado de una fuente de argén y de azur a la diestra y de una muela de argén a la siniestra. Por timbre una corona mural de pueblo.
Se aprobó en pleno municipal el 20 de diciembre de 2007 y la Generalidad de Cataluña dio su conformidad el 23 de enero de 2008. En este nuevo blasón, se añaden las figuras del buey, la fuente y la mola, figuras representativas de cada localidad.
- El escudo de Palau Sator desde 1995 hasta 2008 se define por el siguiente blasón:

Escudo en forma de losange con ángulos rectos: de gules con un palacio donjonado de oro abierto. Por timbre una corona mural de pueblo.
Fue aprobado el 22 de septiembre de 1995.
El palacio donjonado (palacio con una torre encima) es una señal parlante tradicional referido al nombre del pueblo, que literalmente quiere decir el «palacio de la torre».
- La bandera actual de Palau Sator es:

Bandera de proporciones 2:3, terciada horizontalmente de amarillo en el primer tercio, fajada ondada de tres piezas blancas y tres azul claro, cada una de media, tres y media crestas, el segundo, y de blanco el tercero, y con un palo rojo en el borde del asta, de grueso 1/4 de la largura del paño, cargado, en el centro, del palacio donjonado amarillo de puerta y ventanas rojas del escudo, de altura 13/44 de la del paño y anchura 11/72 de la largura del mismo paño.

## Patrimonio

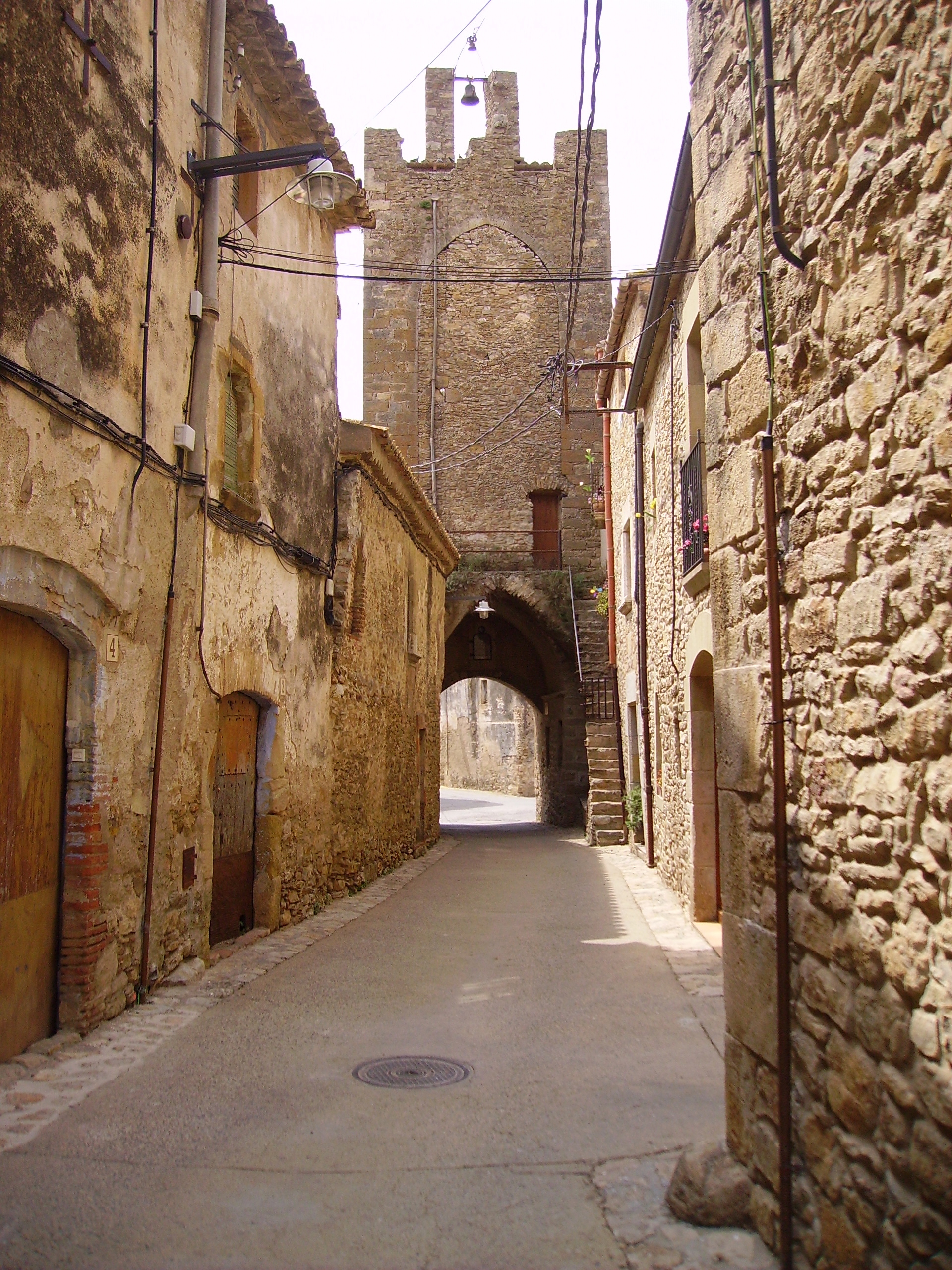
Vista de Palau Sator

- Iglesia parroquial de San Pedro. siglo XII-XIII
- Castillo de Palau-sator. Siglos X y XI, declarado bien cultural de interés nacional.
- Monasterio de Sant Pau de Fontclara del siglo XI, vinculada a un cenobio benedictino, en su interior hay unas pinturas murales de los siglos XII y XIII, conservadas parcialmente.
- Iglesia de Sant Feliu del siglo XVI, antigua posesión del monasterio de San Esteban de Bañolas, de estilo gótico tardío, consta de una sola nave, con bóveda de crucería y un ábside poligonal.
- Iglesia de San Julián de Boada. Prerrománica. Declarada Monumento Histórico Artístico en 1931 y Bien de Interés Cultural Nacional.
- Recinto fortificado de Palau-sator
- Museo Rural. Colección de herramientas de campo: El Museo Rural, inaugurado en 1996, es una colección etnológica de herramientas del campo, a través del cual se puede comprender como ha evolucionado la vida en el campo. El museo está anexado al restaurante Mas Pou. La colección ha sido fruto de la recuperación de antiguas herramientas y máquinas propias del campo y del entorno de la vida del agricultor. A lo largo del recorrido, situado en una nave de 500 m², se pueden descubrir las antiguas herramientas, que permiten entender como trabajaban la tierra nuestros antepasados. Ofrece, también, una visión de los principales cambios que se han producido en los oficios rurales, así como entender la vida agrícola a través de una pequeña reproducción de una casa rural de la época. La colección ofrece visitas concertadas, con una degustación de productos típicos del Ampurdán y una visita a la localidad.